# 阿塞沃
阿塞沃，是西班牙埃斯特雷马杜拉卡塞雷斯省的一个市镇。总面积57平方公里，总人口757人（2001年），人口密度13人/平方公里。